# Santuario de Nuestra Señora de las Gallinas
El santuario de Nuestra Señora de las Gallinas (en italiano: santuario della Madonna delle Galline), también conocido como santuario de Santa María la Coronada del Carmelo (en italiano: santuario di Santa Maria Incoronata del Carmine), es una iglesia católica italiana en Pagani, Campania, que es donde se celebra la fiesta de Nuestra Señora de las Gallinas.

## Historia
La tradición popular cuenta que en el siglo XVI, en el octavo día de Pascua, unas gallinas sacaron a la luz una pequeña mesa de madera sobre la que estaba representada la Virgen del Carmen. La imagen habría realizado ocho milagros entre 1609 y 1610. Ese año se decidió entonces construir una iglesia digna para acoger a los fieles y el obispo de la diócesis de Nocera confirmó su terminación en 1615. Posteriormente la iglesia fue embellecida y en 1665 el prior compró en nombre de la cofradía unas casas que estaban situadas frente a la iglesia y las hizo derribar para dar mayor protagonismo a la fachada del templo. 
En 1712 se rehizo el tejado, que se embelleció con un espléndido artesonado de madera en el que se colocaron doce lienzos. Del mismo año también datan seis frescos con temas bíblicos. En 1776 se inició la construcción del magnífico altar barroco, que se completó con diversas modificaciones en 1797, y de los cuatro primeros altares, que conservan intacta toda su magnificencia. 
La iglesia necesitó restauración en 1856 debido a importantes infiltraciones de agua de lluvia desde el tejado que dañaron las lonas. 
En diciembre de 1954, se elevó la iglesia a santuario mariano, con el beneficio de la Santa Sede. Fue duramente golpeado por el terremoto de 1980, que provocó el colapso de parte del hastial y daños considerables en el techo y la estructura.

## Arquitectura
La fachada del siglo XVII es de estilo barroco, alta y remata con un frontón, además adornada con columnas, decoraciones de estuco y dos estatuas alegóricas: Modestia (izquierda) y Esperanza (derecha). En el portal hay un bajorrelieve que representa a la Virgen del Carmelo con el niño, sentado sobre una nube de nubes y en el acto de ser coronado por dos angelitos.
En el interior, en el vestíbulo, se encuentra un órgano con coro de madera decorado, introducido en 1790. Una puerta secundaria se abre a la derecha de la entrada principal, en la antigua vía consular. El interior es de una sola nave con tres arcos con altares enmarcados por pilastras corintias. En la tercera capilla, más profunda y amplia, se encuentra la estatua de la Virgen del Carmen del siglo XVIII. El artesonado de madera probablemente se realizó durante la restauración de la iglesia en 1712.

## Galería

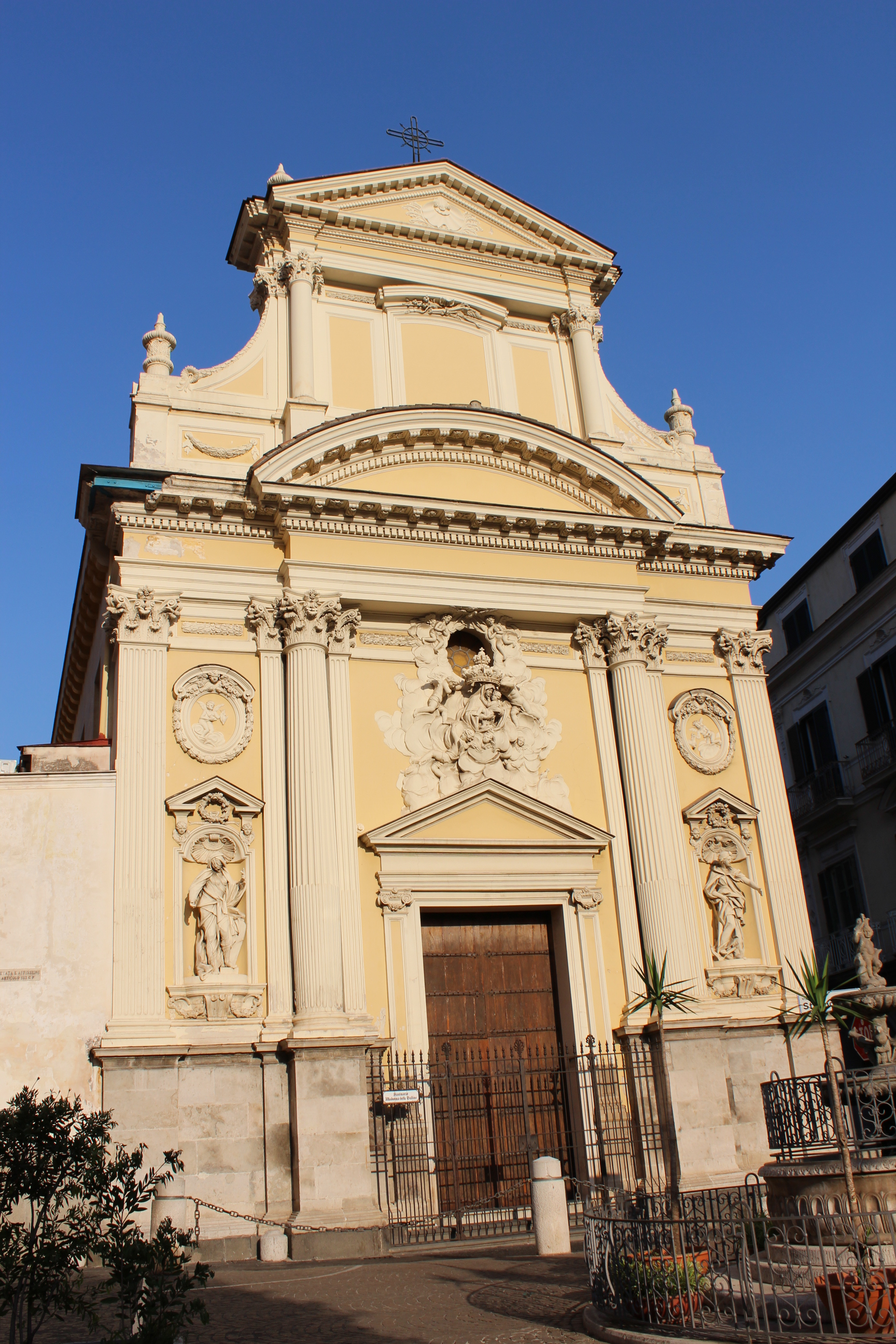
Fachada
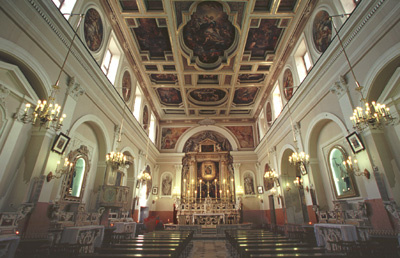
Interior de la iglesia
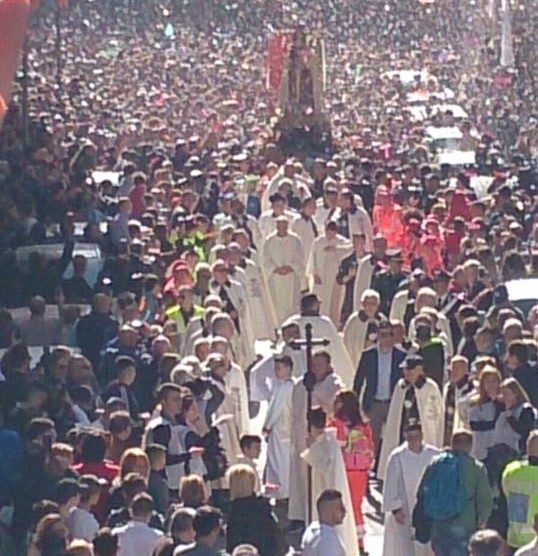
Procesión de Nuestra Señora de las Gallinas